# 堀部雅人
堀部 雅人（ほりべ まさと、1979年10月24日）は、日本のお笑いタレントであり、お笑いコンビニューロマンスのボケ担当。
岐阜県岐阜市出身。吉本興業所属。身長180cm。体重79.2kg。

## 来歴
- 2006年、お笑いコンビ「ニューロマンス」を結成。
- 2015年、長期休養に入り「ニューロマンス」を脱退。

## 出演番組
- おはスタ1部「おはスタ645」 (2010年10月)